# 髖臼
髖臼（acetabulum）又稱杯状窝（cotyloid cavity），是髋骨外侧面中部的杯状的关节窝，与股骨头相关节，属于下肢骨与下肢带连接的关节部位。
股骨頭在髖臼處與骨盆相遇，形成髖關節。

## 結構

鳥臀類恐龍的髖臼的示意圖（三個骨頭交會的中空部分）

髖骨由恥骨、坐骨，及髂骨三塊骨骼癒合而成。其中坐骨佔該結構的五分之二以上，它為髖臼提供了較低的邊界和側面的邊界。髂骨形成上邊界，提供的髖臼結構不到五分之二。 其餘部分由恥骨在中線附近形成。
髖骨由突出的不規則邊緣包圍，該邊緣在上方較厚且結實，用於髖臼唇（acetabular labrum）的附著，從而減少其開口並加深用於形成髖關節的表面。 在髖臼的下部是髋臼切迹（acetabular notch），其底部有連續圓形凹陷，即髖臼窩（acetabular fossa）。髖臼的其餘部分由彎曲的，月牙形的表面形成，在此處與股骨頭相連。在胸帶中的對應部分是肩盂窝（glenoid fossa）。
在爬行動物和鳥類中，髖臼是很深的槽窩。恐龍總目的物種是由有孔的開放式髖臼定義的。這種髖臼是骨盆兩側形成的杯形開口，在這裡，髂骨、坐骨和恥骨交會，而股骨頭插入其中。髖臼的方向和位置是導致恐龍以直立姿勢行走、其腿直接位於身體下方的形態特徵的主要原因之一。在相對少數的恐龍中存在無孔的髖臼，如部分甲龍科恐龍，它不是一個開口，而是類似在骨盆帶兩側的較淺凹陷。

## 圖集

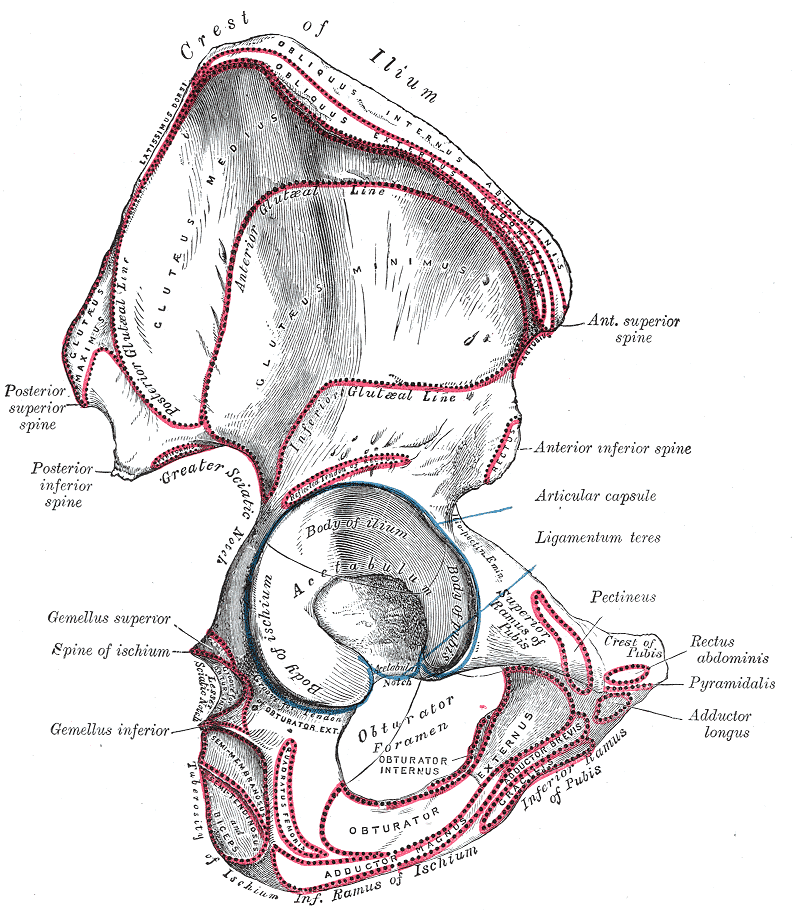
右髖骨的外表面
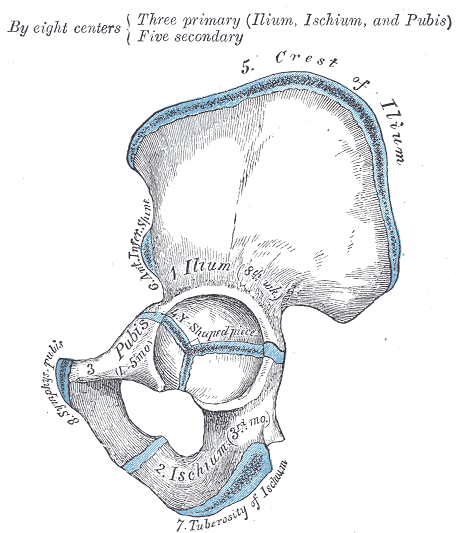
硬化的髖骨
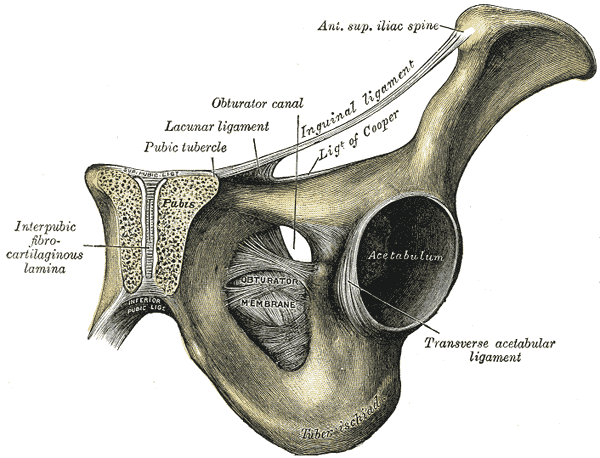
冠状切面上的恥骨聯合（symphysis pubis）
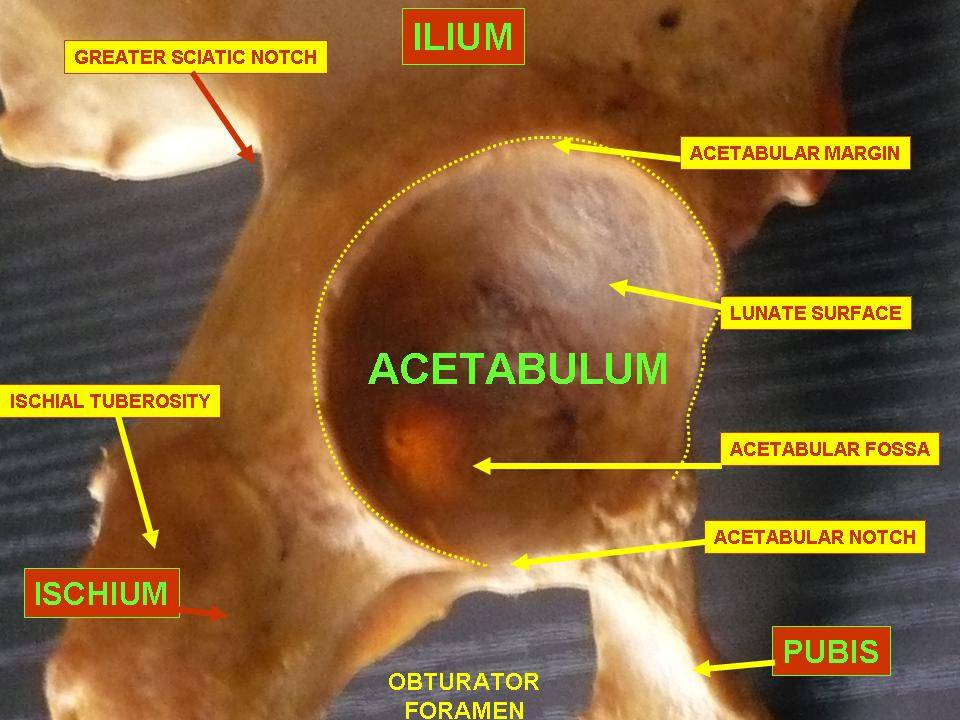
髖臼
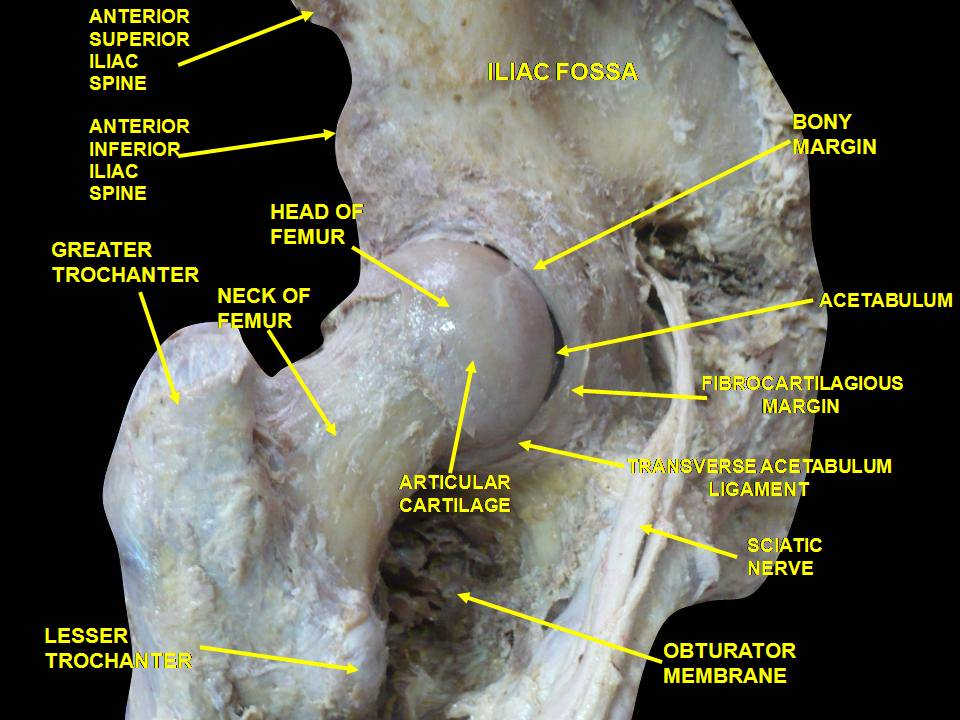
髖臼